# Helsingborgs museer

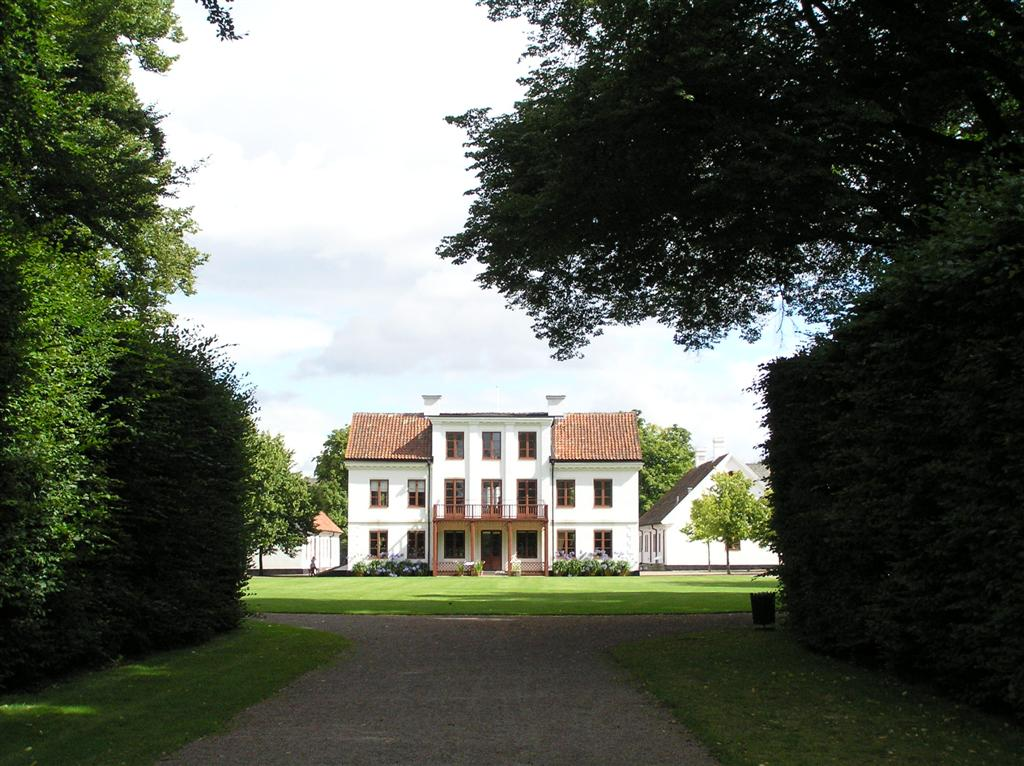
Fredriksdals herrgård.

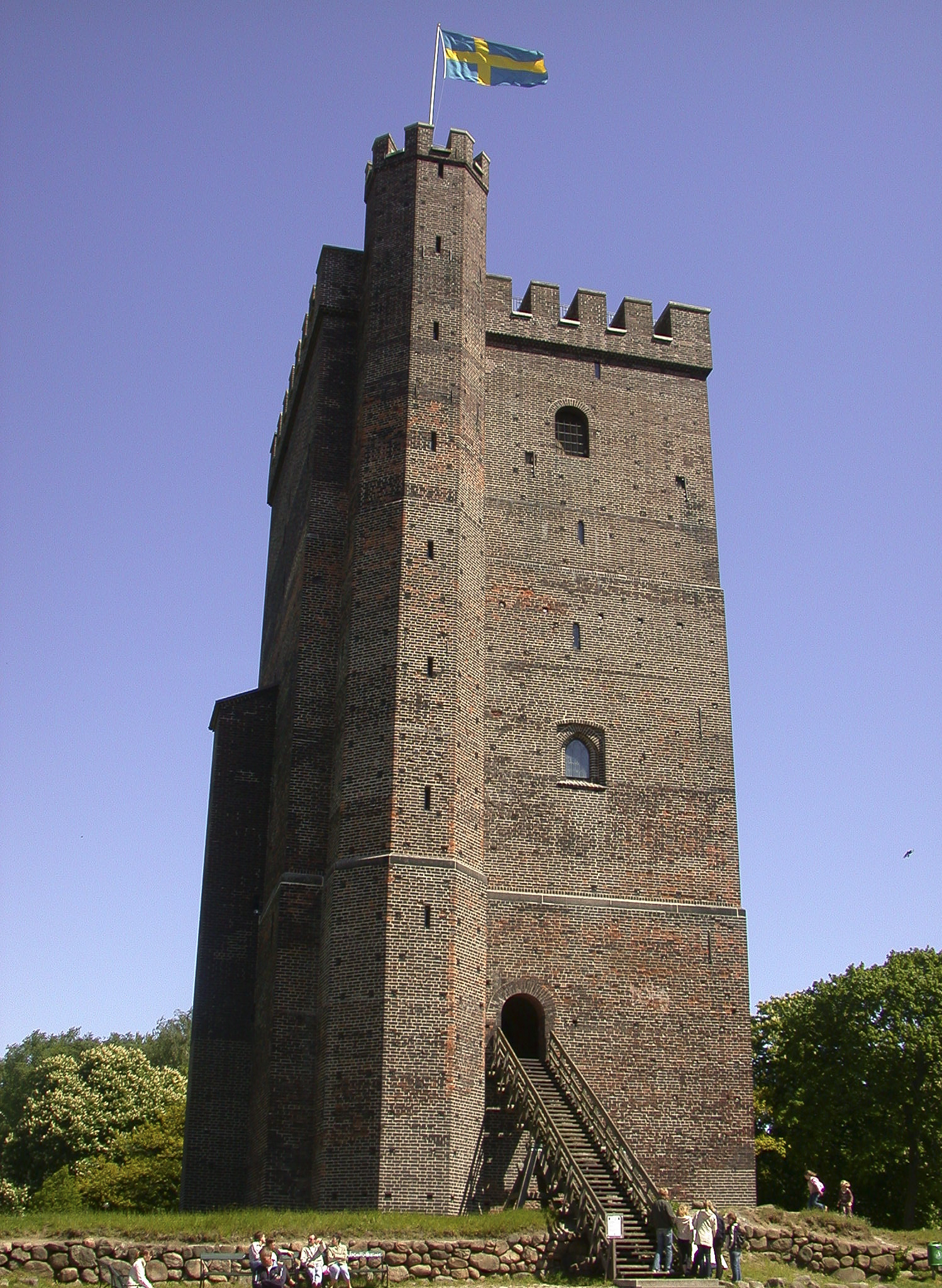
Kärnan.

Helsingborgs museer är ett samlingsnamn för flera av de kultur- och museiverksamheter som bedrivs av Helsingborgs stad och bildades 2002 som en omorganisation av Helsingborgs stadsmuseum. Inom Helsingborgs museer ingår Fredriksdal museer och trädgårdar, Kärnan samt Kulturmagasinet. Organisationen samverkar även med Dunkers kulturhus vad gäller utställningsverksamhet, till exempel genom en permanent stadshistorisk utställning på bottenvåningen av kulturhuset.

## Verksamhet
Helsingborgs museer bildades 2002 i och med färdigställandet av Dunkers kulturhus för att samla alla stadens museer under en organisation under stadens kulturnämnd. De olika institutionerna och anläggningarna är fristående, men samarbetar nära i många områden. Helsingborgs museers samlingar uppgår till 200 000 olika föremål, en miljon fotografier, samt biologiska samlingar bestående av kulturväxter och lantrasdjur. Av dessa samlingar är nästan 77 000 föremål och nästan 80 000 fotografier tillgängliga över internet. Totalt gjordes runt 240 000 besök på Helsingborgs museers olika anläggningar år 2015 och samma år gjordes 215 000 besök på Helsingborgs museers olika digitala plattformar.

### Fristående institutioner
- Fredriksdal museer och trädgårdar: friluftsmuseum på 36 hektar uppbyggt kring en herrgårdsliknande huvudbyggnaden på egendomen Fredriksdal. Fredriksdal var ursprungligen anlagt som ett landeri, ett slags sommarställe, av Fredrik Wilhelm Cöster år 1787. Egendomen köptes av konsul Oscar Trapp i slutet av 1800-talet och stora delar av marken tillsammans med huvudbyggnad och ekonomibyggnader donerades till Helsingborgs stad av dennes änka, Gisela Trapp, år 1918. Friluftsmuseet öppnade för allmänheten år 1923. Museet är en av de största anläggningarna i sitt slag i Sverige och är dessutom speciell för sin betoning på det biologiska kulturarvet. Fredriksdal omfattar idag de ursprungliga byggnaderna, de historiska parkerna, köksträdgården, äldre allmogegårdar, historiska lantbruk, det gamla stadskvarteret från centrala Helsingborg samt en botanisk trädgård med skånska växter och biotoper. På området finns även Grafiska museet, samt Fredriksdalsteatern som anlades 1923 som en häckteater i barockstil.

- Kärnan: medeltida befästningstorn och den enda kvarstående byggnaden av Helsingborgs slott. Tornet är 35 meter högt och ligger i sin tur på landborgen, vilket gör att det är en populär utsiktspunkt. Tornet är öppet för allmänheten och de övre planen samt utsiktspunkten på taket kan nås mot entréavgift. De inre salarna hyser utställningar av olika slag, bland annat utställningen Kärnan – en levande historia sedan 2014, där besökare kan leva sig in i hur livet på medeltiden tedde sig. Utställningen drivs i samarbete med Dunkers kulturhus och Kulturmagasinet.

- Kulturmagasinet: ansvarar för Helsingborgs museers olika samlingar i form av arkivmaterial, historiska föremål och konst. Institutionen ansvarar även för konservering av föremål, dokumentation och insamling, samt kulturvård och kulturmiljövård. Kulturmagasinet ansvarar också för Kärnans drift och underhåll.